# 이수경 (사회학자)
이수경(李修京, ~?)은 대한민국 출신의 일본 국립대학법인 도쿄 가쿠게이 대학(東京學藝大學) 교수이다.
교토 리츠메이칸 대학(立命館大學) 대학원 석박사 졸업(박사, 역사 사회학 전문). 현재 일본 교원양성대학교인 도쿄가쿠게이대학에서 역사사회학, 한일 근대사회・문화・교육론, 다문화공생교육학, 국제인권교육 담당 교수로, 현역 교사들 면허 갱신 대상의 인권교육 집중강의 담당 교수. 일본 사이버대학교 객원교수도 겸직 중이다.
일본사회문학회 평의원 및 전국이사, 한국문학회 해외이사 및 편집위원, BOA(Bridge for One Asia, Asia Seminar House)의 상임이사（Executive Board Member）를 맡고 국제 행사를 기획하고 있다. 일본 시사계간지『季論21』의 편집위원, 도쿄가쿠게이대학교 한국학 세미나를 운영하며 재일동포 및 민족교육, 마이널리티 문제도 연구하고 있다.
2002년,야마구치 현립대학교 재직 중에 도쿄리카(東京理科)대학교(우베 캠퍼스)정치학 강의 담당, PMC(private military company 민간군인회사, 용병파견)구조를 강의한 바 있다. 영국 Cambridge University(Faculty of Asian and Middle Eastern Studies),Visiting Scholar. 日本평화학회 기획위원, 야마구치 가정교육학회 이사, 제13회 한국어변론대회 심사위원장 등을 역임하였다.
2010년、한일강제병합 100주년을 기념하여 일본의 식민지 지배기의 만행을 고발하는 기고를 일본 도서신문(圖書新聞)에 1년간 연재. 강제연행노동자의 증언 및 「위안부로 강제동원된 송신도(宋神道) 등의 피해자들의 가필작업」후, 『바다를 건너는 100년의 기억(海を越える100年の記憶)』(도쿄, 도서신문 출판부)으로 발간하였다.

## 상훈
- 2005년 저서『帝国の狭間に生きた日韓文学者』（緑陰書房）로 제 9회 일본여성문화상 수상.
- 2012년 문화대상 수상(『Seoul Moonhwa Today』글로벌 부문).

## 저서
- 『「種蒔く人」の潮流』（공저, 도쿄 文治堂,1999년5월）
- 『クラルテ運動と「種蒔く人」』（공편저, 도쿄 御茶の水書房,2000년4월）
- 『地域から世界へ』（공저, 야마구치신문사 발행, 2001년12월）
- 『韓国の近代知識人と国際平和運動』（도쿄 明石書店,일본 과학연구비 조성금으로 2003년1월23일 출판）
- 『小林多喜二生誕100年・没後70周年記念シンポジウム記録集』（공저, 도쿄 東銀座出版社,2004년2월）
- 『ハングル読本―基礎から読解まで』（편저, 도쿄 明石書店,2004년3월）
- 『変動社会における子どもの社会化に関する国際比較研究』（야마구치현립대학교 국제공동학술조사연구교육반 공저, 瞬報社,2004년6월）
- 『世界史の中の関東大震災』（공저, 도쿄 日本経済評論社, 2004년9월）
- 『帝国の狭間に生きた日韓文学者』（도쿄 緑陰書房,2005년2월）
- 『フロンティアの文学』「関東大震災直後の日韓報道状況と種蒔き社の対応」（공저, 도쿄 論創社,2005년3월）
- 『この一冊でわかると韓国文化―総合韓国文化』（도쿄 明石書店,2005년4월）
- Cram Schools (After School Schooling) and Expectations of Academic Progress (China, Japan and Korea）,Japan, Jyunpousha,2005.
- 『「種蒔く人」の精神』（공저, 도쿄 DTP출판, 2005년）
- 『ジェンダーの視点からみる日韓近現代史』（컬럼, 도쿄 梨の木舎,2005년9월, 한일 동시 출판）
- 『いま中国によみがえる小林多喜二文学』（「20대의 삶으로 끝난 고바야시 다키지와 윤동주」,도쿄 東銀座出版社,2006년2월）
- 『平和学を拓く』（공저, 교토 かもがわ출판, 2006년2월）
- 『韓国と日本の交流の記憶：日韓の未来を共に築くために』（편저, 도쿄 白帝社,2006년11월）
- 『한일 교류의 기억』（편저, 한국학술정보, 2010년4월）
- 『体験なき「戦争文学」と戦争の記憶』（공저, 도쿄 皓星社, 2007년6월）
- 朴禮粉『뿔난 바다』（의뢰원고, 청개구리 출판사, 2008년, 교육 우수도서로 선정）
- 『わかりやすい韓国語』（편저, 도쿄 白帝社, 2008년 4월）
- 『 多言語・多文化へのまなざし―新しい共生への視点と―』（공저, 도쿄 白帝社,2008년 4월）
- 『アジアをかける日本近代文学』(공저, 東京学芸大学　日本語・日本文学研究講座 , 2008년4월)
- 北京師範大学日文系편 『日語教育与日本学研究論叢』(北京, 学苑出版社、2008년9월)
- 『「文芸戦線」とプロレタリア文学』(「種蒔く人」「文芸戦線」を読む会 공저, 龍書房,2008년 9월)
- 「Kim Dooyong & Takiji」『多喜二の視点から見た　身体　地域　教育』(국립대학법인 小樽商科대학교 출판회, 도쿄 기노구니야(紀伊国屋)서점 발매,2009년)
- 「楠本イネ」 『 国際社会で活躍した先駆者たち』(공저, 도쿄 弘文堂,2009년3월)
- 「歴史社会教育の再構築　近代史の側面から」『社会科教育の再構築をめざして―新しい市民教育の実践と学力―』(공저. 도쿄 도쿄가쿠게이대학교 출판회, 2009년)
- 「日本における韓流事情研究」 『サブカルで読むセクシュアリティ：欲望を加速させる装置と流通』(도쿄 青弓社, 2010년, 香港대학교 国際Forum Member）。
- 『海を越える１００年の記憶』(편저, 도쿄 図書新聞出版部,2011년)
- 『Korea、面白い韓国語』（初級）(편저, 도쿄 朝日出版社,2011년)
- 『Korea、面白い韓国語』（中級）(편저, 도쿄 朝日出版社,2011년)
- 『グローバル社会と人権問題』(편저, 도쿄 明石書店,2014년)

## 감수
- 柳基憲『日本炭鉱都市』(일본어판, 라이프 출판사, 2013년4월。 ISBN：89-953541-0-0 13360)
- 柳基憲『일본 탄광 도시』(한국어판, 라이프 출판사, 2013年1月。 ISBN：978-89-953541-2-4)